# 彼得·法默
彼得·法默（英語：Peter Farmer，1952年6月25日—），澳大利亚男子田径运动员。他曾代表澳大利亚参加1974年和1978年英联邦运动会田径比赛，获得一枚金牌和一枚铜牌。他也曾参加1976年和1980年夏季奥林匹克运动会。